# 北条氏治
北条 氏治（ほうじょう うじはる）は、河内狭山藩の第4代藩主。

## 経歴
寛永16年（1639年）、初代藩主北条氏盛の次男・北条氏利の次男として生まれる。従兄の3代藩主・氏宗には男子が無かったため、慶安元年（1648年）に婿養子となった。寛文10年（1670年）10月1日、氏宗が隠居したため家督を継いだ。しかし、氏宗は将軍に御目見することが一度もなく、官位も叙任されていなかった。このため、老中の稲葉正則の反対があって家督相続が認められないという異例の状態が続いたが、北条一族の運動により大老の酒井忠清の取り成しで、氏治は新たに藩を立てるという名目で1万石が与えられた。
近江水口城番、山城二条城大番頭などを歴任した後、元禄元年（1688年）に御側衆に任じられている。元禄8年（1696年）5月29日に死去、享年58。跡を弟で養子の氏朝が継いだ。
寛文12年（1672年）8月15日、相模国の早雲寺に、家祖・早雲以来の小田原北条氏（後北条氏）5代（早雲・氏綱・氏康・氏政・氏直）の供養塔を建立した。8月15日は北条早雲の命日である。